# Unser Leben mit Vater
Unser Leben mit Vater (OT: Life with Father) ist eine US-amerikanische Filmkomödie aus dem Jahr 1947. Vorlage war das Theaterstück Life with Father von Howard Lindsay und Russel Crouse. Die Hauptrollen spielten William Powell und Irene Dunne.

## Handlung
Der Film spielt Anfang der 1890er Jahre in New York. Clarence Day Sr. ist ein erfolgreicher Broker an der Wall Street und meint, seinen beruflichen Erfolg und seine Methoden auch in seiner Familie umsetzen zu können. Seine hübsche und sehr religiöse Frau Vinnie sieht er als netten Schmuck an seiner Seite. Er erkennt jedoch nicht, dass trotz seiner Verbesserungsideen und seines autoritären Verhaltens sie der eigentliche Kopf der Familie ist. Vinnie weiß über alles in der Familie Bescheid, während der Vater in dem Glauben lebt, er habe die Familie im Griff. So kriegt er auch nichts von den Geschäften seiner Kinder mit, die sich ein Zubrot verdienen, oder von der ersten Liebe seines ältesten Sohnes Clarence Junior, die hübsche Mary Skinner. Die Handlung wird in Form einer Anekdotensammlung erzählt, verbunden durch Vinnies Versuche, ihren Mann davon zu überzeugen, dass er sich endlich taufen lässt, da er sonst niemals in den Himmel kommen könne.

## Hintergrund
Das Theaterstück Life with Father, das am 8. November 1939 am Broadway Premiere hatte, basiert auf Jugenderinnerungen von Clarence Day Jr. Sein Vater war an der New Yorker Börse in leitender Position, und dessen Vater Benjamin Day wiederum hatte die Zeitung New York Sun gegründet. Die Erinnerungen erschienen zunächst in Essayform in Zeitschriften wie der New York Evening Post und Harper’s Bazaar sowie im New Yorker. Kurz vor seinem Tod veröffentlichte der Autor mehrere autobiografische Bücher, darunter God and My Father, Life with Father und Life with Mother. Das Autorenduo Howard Lindsay und Russell Crouse begann bald nach dem Tod von Clarence Day Jr. mit den Arbeiten an einer Bühnenfassung. Als nahezu alle renommierten Bühnenschauspieler eine Hauptrolle abgelehnt hatten, übernahmen am Ende Howard Lindsay und seine Frau, die Schauspielerin Dorothy Stickney, die Rollen von Vater und Mutter. Mit einem recht bescheidenen Budget produziert, wurde das Stück nach der Premiere mit Lobeshymnen überschüttet. Von 1939 bis 1947 erlebte es 3.224 Vorstellungen. Schon nach kurzer Zeit kam es in Chicago zu einer weiteren Produktion mit Lillian Gish als Vinnie. Gish versuchte sofort, ihre Freundin Mary Pickford zu überzeugen, sich die Filmrechte zu sichern. Pickford zögerte, und bald folgte eine Bieterschlacht.
1940 bot Samuel Goldwyn 200.000 US-Dollar, doch die Produktionsgesellschaft verlangte eine Frist von drei Jahren, ehe mit der Verfilmung begonnen werden durfte. Im Juli 1944 stieg Pickford erneut in die Verhandlungen ein, parallel zu Metro-Goldwyn-Mayer, das in dem Stoff ein passendes Vehikel für Spencer Tracy sah. Doch am Ende erhielt das Studio Warner Brothers den Zuschlag, für eine Summe von 500.000 US-Dollar plus Beteiligung an den Einspielergebnissen. Außerdem durfte die Verfilmung erst Mitte 1947 in den Verleih kommen. Auch fielen die Rechte nach Ablauf von sieben Jahren wieder zurück an die Produktionsgesellschaft des Bühnenstücks. Darüber hinaus musste Warner Brothers für das Drehbuch strikte Vorgaben akzeptieren. Es durften ausschließlich Episoden aus Days Erinnerungen geschildert werden, die auch im Bühnenstück genannt wurden.
Die Besetzung der beiden Hauptrollen erwies sich als kompliziert. Das Studio machte Testaufnahmen mit Ronald Colman und Fredric March für die Rolle von Clarence Day, ehe die Wahl auf William Powell fiel. Shirley Temple war für die Rolle der Mary Skinner erste Wahl; vorgezogen wurde am Ende jedoch Elizabeth Taylor. Diese war zum Zeitpunkt der Dreharbeiten erst 14 Jahre und hatte Schwierigkeiten mit ihrer Rolle. Jimmy Lydon, der Darsteller des Clarence Day Jr., beschrieb in einem Interview von 2016, dass der notorisch hitzköpfige Curtiz nach vielen erfolglosen Aufnahmen mit Taylor ausfallend gegenüber der Schauspielerin gewesen sei und diese daraufhin vom Set gelaufen sei. Curtiz sei ihr dann mit einer Mischung aus Wut und Bedauern entschuldigend nachgelaufen, was eine komische Szene abgegeben habe.
Die größten Probleme bereitete jedoch die Besetzung der Vinnie. Zunächst war Bette Davis im Gespräch, doch ihre Probeaufnahmen überzeugten nicht. Auch Rosalind Russell machte vergeblich Probeaufnahmen. Dann schien sich alles auf Mary Pickford zu konzentrieren. Doch es gab Vorbehalte des Studiomanagements, ob Pickford, deren letzter Film 1933 in den Verleih gekommen war, überhaupt noch über eine Fangemeinde verfügte. Regisseur Michael Curtiz war es schließlich, der sich vehement für Irene Dunne einsetzte. Dunne, die immer noch zu den populärsten Schauspielerinnen gehörte, hatte in Anna und der König von Siam gerade erst einen großen finanziellen und künstlerischen Erfolg gefeiert. Zunächst war die Schauspielerin alles andere als angetan von dem Angebot. Sie fand die Rolle langweilig, naiv und dumm. Nach etlichen Überredungsversuchen durch Curtiz akzeptierte sie schließlich die Rolle, allerdings erst, nachdem das Studio ihrem Verlangen nach „Top Billing“, also der Nennung ihres Namens vor dem von Powell, weitgehend entgegengekommen war. Der gefundene Kompromiss sah vor, dass auf der Hälfte der Verleihkopien und auf der Hälfte aller Werbematerialien zuerst der Name von Dunne und dann der von Powell erschien, bei der anderen Hälfte umgekehrt.
Die Dreharbeiten begannen im August 1946 und zogen sich, teilweise verursacht durch eine langwierige Erkrankung von William Powell, über 16 Wochen hin. Michael Curtiz war zunehmend unzufrieden wegen des Mangels an Gestaltungsmöglichkeiten. Die strikten Vorgaben, welche die Produzenten der Bühnenfassung ausgehandelt hatten, verlangten eine peinlich genaue Kopie des Theaterstücks. Die einzige Innovation bestand in der Öffnung der Handlung auf einige Nebenschauplätze, während sich auf der Bühne alle Geschehnisse praktisch in einer Dekoration abspielten. Die strengen Vorgaben des Production Code machten es unmöglich, dass Clarence Day wie in der Bühnenfassung unentwegt das Wort „damn“ (deutsch: verdammt) benutzen konnte. Als Ersatz verwendete Powell das Kunstwort „Egads“.

## Synchronisation
Die deutsche Synchronfassung entstand 1981 im Auftrag der ARD.
| Rolle                   | Schauspieler     | Synchronstimme      |
| ----------------------- | ---------------- | ------------------- |
| Clarence Day Sr.        | William Powell   | Fred Maire          |
| Vinnie Day              | Irene Dunne      | Viktoria Brams      |
| Clarence Day Jr.        | Jimmy Lydon      | Manuel Döpke        |
| Mary Skinner            | Elizabeth Taylor | Carolin van Bergen  |
| Cora Cartwright         | ZaSu Pitts       | Alice Franz         |
| Reverend Dr. Lloyd      | Edmund Gwenn     | Paul Bürks          |
| Dr. Humphries, Hausarzt | Moroni Olsen     | Manfred Lichtenfeld |
| Reverend Morley         | Douglas Kennedy  | Michael Brennicke   |
| Polizist                | Monte Blue       | Manfred Erdmann     |
| Nora                    | Mary Field       | Heidi Treutler      |
| Annie                   | Heather Wilde    | Irina Wanka         |

## Kritiken
Die New York Times war sehr angetan von der Verfilmung:

„Alles, was das wunderbare Stück anzubieten hatte, den Charme, den Humor, den sanften Pathos, alles das ist auf das Wundervollste in diesem ansehnlichen Farbfilm umgesetzt worden. […] William Powell ist mit jeder Zoll Vater, vom karottenroten Haarschopf bis hinunter zu den Schuhen. […] Es ist nahezu unverzeihlich, nicht eher auf Irene Dunne zu sprechen gekommen zu sein, denn sie spielt Vinnie Day mit Charme und einer Genauigkeit, die perfekt zu Mr. Powells Vater passt. […] Die Brüder Warner können stolz sein auf ihre Arbeit und der Rest von uns dankbar, dass ein klassisches Stück Americana intakt erhalten geblieben ist.“

Zeitgenössische Kritiker bestätigten dieses Urteil:

„Vielschichtige Familiengeschichte aus dem New York der Jahrhundertwende. (…) Turbulentes Melodram nach einem Broadwayhit.“

## Produktionskosten und Kinoauswertung
Die Produktionskosten betrugen rund 4.710.000 US-Dollar und machten den Film zu einem der bis dato teuersten Projekte der Firmengeschichte. An der Kinokasse erwies sich der Film jedoch als populär. Allein in den USA spielte er 5.060.000 US-Dollar ein, zu denen weitere 1.395.000 US-Dollar von den Auslandsmärkten hinzukamen. Mit insgesamt 6.455.000 US-Dollar Gesamteinspielergebnis blieb er dennoch hinter den ambitionierten Erwartungen des Studios zurück.

## Auszeichnungen
William Powell wurde 1947 mit dem New York Film Critics Circle Award als bester Hauptdarsteller ausgezeichnet.
Max Steiner erhielt 1948 für seine Filmmusik einen Golden Globe Award.
Der Film ging mit vier Nominierungen in die Oscarverleihung 1948, konnte aber keinen der Preise gewinnen:
- Bester Hauptdarsteller – William Powell
- Bestes Szenenbild (Farbfilm) – George James Hopkins
- Beste Kamera (Farbfilm) – Peverell Marley und William V. Skall
- Bester Filmmusik (Drama/Komödie) – Max Steiner